# Aleksi Paananen
Aleksi Paananen (* 25. Januar 1993 in Siilinjärvi) ist ein finnischer Fußballspieler, der aktuell beim AC Oulu unter Vertrag steht. Er spielt auf der Position des Stürmers.
Paananen absolvierte sein Profispieldebüt am 1. Spieltag der Veikkausliiga-Saison 2010 bei der 0:5-Heimniederlage gegen HJK Helsinki, als er in der 87. Spielminute für Dickson Nwakaeme eingewechselt wurde. Eine Woche später wurde er mit einem Profivertrag über zwei Jahre ausgestattet.
Zum Jahresbeginn 2024 wechselte Paananen zum AC Oulu.